# Asura unicolora
Asura unicolora là một loài bướm đêm thuộc phân họ Arctiinae, họ Erebidae.